# Rocket Punch
Rocket Punch este o trupă de fete din Coreea de Sud, înființată de Woolim Entertainment. A debutat pe 7 august 2019. Are 6 membre în prezent: Juri, Yeonhee, Suyun, Yunkyoung, Sohee și Dahyun, toate de origine sud-coreeană cu excepția japonezei Juri. Au debutat în iulie 2019 cu EP-ul Pink Punch.

## Discografie

### EP-uri
- Pink Punch (2019)
- Red Punch (2020)